# Lawrence J. Quirk
Lawrence J. Quirk (Lynn, 9 de septiembre de 1923-Nueva York, 17 de octubre de 2014) fue un escritor, reportero e historiador de cine estadounidense.

## Carrera
Lawrence J. Quirk era sobrino de James R. Quirk, editor de la revista Photoplay. Sirvió en el ejército en Corea como reportero de los periódicos de William Hearst. Quirk fue crítico de cine, escritor y editor de muchas publicaciones. Desde la década de los 60, escribió más de treinta libros, principalmente sobre estrellas de cine en Hollywood. Usó su conocimiento y amistad con actores y políticos de Hollywood, como la familia Kennedy, para obtener material para sus libros. Quirk, además, apareció en muchos programas de radio y televisión, incluidos Good Morning America, Good Morning, Nueva York y A Current Affair.
Vivió en Manhattan hasta su muerte a los 91 años.

## Trabajos

### Libros
- The Complete Films of William Powell (1986)
- Fasten Your Seat Belts: The Passionate Life of Bette Davis (1990)
- Bob Hope: The Road Well-Traveled (1999)
- Joan Crawford: The Essential Biography (University Press of Kentucky, 2002), con William Schoell
- Rat Pack, The Neon Nights with the Kings of Cool (2003), con William Schoell
- The Kennedys in Hollywood (1996)[3]
- Robert Francis Kennedy: The Man and the Politician (1968)
- The Films of Joan Crawford (1968)
- The Films of Ingrid Bergman (1970)
- The Films of Fredric March (1971)
- The Great Romantic Films (1974)
- The Films of Robert Taylor (1975)
- The Films of Ronald Colman (1977)
- The Films of Warren Beatty (1979)
- The Films of Myrna Loy (1980)
- The Films of Gloria Swanson (1984)
- Claudette Colbert: An Illustrated Biography (Crown, 1985)
- Jane Wyman: The Actress and the Woman: An Illustrated Biography (Crown, 1986)
- Lauren Bacall: Her Films and Career (1986)
- Norma: The Story of Norma Shearer (St. Martin's, 1988)
- Margaret Sullavan: Child of Fate (St. Martin's)
- The Films of Katharine Hepburn, de Homer Dickens, revisado por Lawrence J. Quirk (1990)
- The Life and Wild Times of Cher (1992)
- Great War Films: From the Birth of a Nation to Today (1994)
- James Stewart: Behind the Scenes of a Wonderful Life (1997)
- Robert Redford: The Sundance Kid (Taylor Trade Publishing), con William Schoell
- Paul Newman: A Life, Updated Edition (Taylor Trade Publishing, 2009)

### Entrevistas
- Lulu in Hollywood: A Disgraceful Pot-Pouri of Blatant Falsehoods, Distortions and Odd Biographical Omissions: Self-Pitying, Self-Congratulatory and Self-Serving (junio de 1982)
- Brilliant Pittsburgh Journalist Barry Paris Coming Out with a Major Biography of Louise Brooks (agosto de 1986)